# Oncocnemis campicola
Oncocnemis campicola är en fjärilsart som beskrevs av Lederer 1853. Oncocnemis campicola ingår i släktet Oncocnemis och familjen nattflyn. Inga underarter finns listade i Catalogue of Life.